# Szemiotówka
Szemiotówka (biał. Шамятоўка; ros. Шеметовка) – wieś na Białorusi, w obwodzie brzeskim, w rejonie kobryńskim, w sielsowiecie Ostromecz, przy drodze magistralnej .
W dwudziestoleciu międzywojennym wieś leżała w Polsce, w województwie poleskim, w powiecie kobryńskim. Osiedlani tu byli osadnicy wojskowi. Istniała tu kaplica katolicka.
Po wybuchu wojny w 1939 w Szemiotówce dochodziło do mordów na Polakach popełnianych przez Białorusinów. Po nastaniu I okupacji sowieckiej część polskich rodzin wywieziono na Sybir. Kaplicę katolicką bezskutecznie próbowali wówczas przejąć Żydzi.